# Liste der Monuments historiques in Mézy-Moulins
Die Liste der Monuments historiques in Mézy-Moulins führt die Monuments historiques in der französischen Gemeinde Mézy-Moulins auf.

## Liste der Bauwerke
| Bezeichnung                         | Beschreibung              | Standort | Kennzeichnung | Schutzstatus | Datum | Bild           |
| ----------------------------------- | ------------------------- | -------- | ------------- | ------------ | ----- | -------------- |
| Kirche Nativité-de-la-Sainte-Vierge | Erbaut im 12. Jahrhundert | (Lage)   | PA00115813    | Classé       | 1862  | weitere Bilder |
| Friedhofskreuz                      | Erbaut im 13. Jahrhundert | (Lage)   | PA00115812    | Classé       | 1906  | weitere Bilder |
| Wetzrillen                          | Neolithikum               | (Lage)   | PA00115814    | Classé       | 1969  | weitere Bilder |

## Liste der Objekte

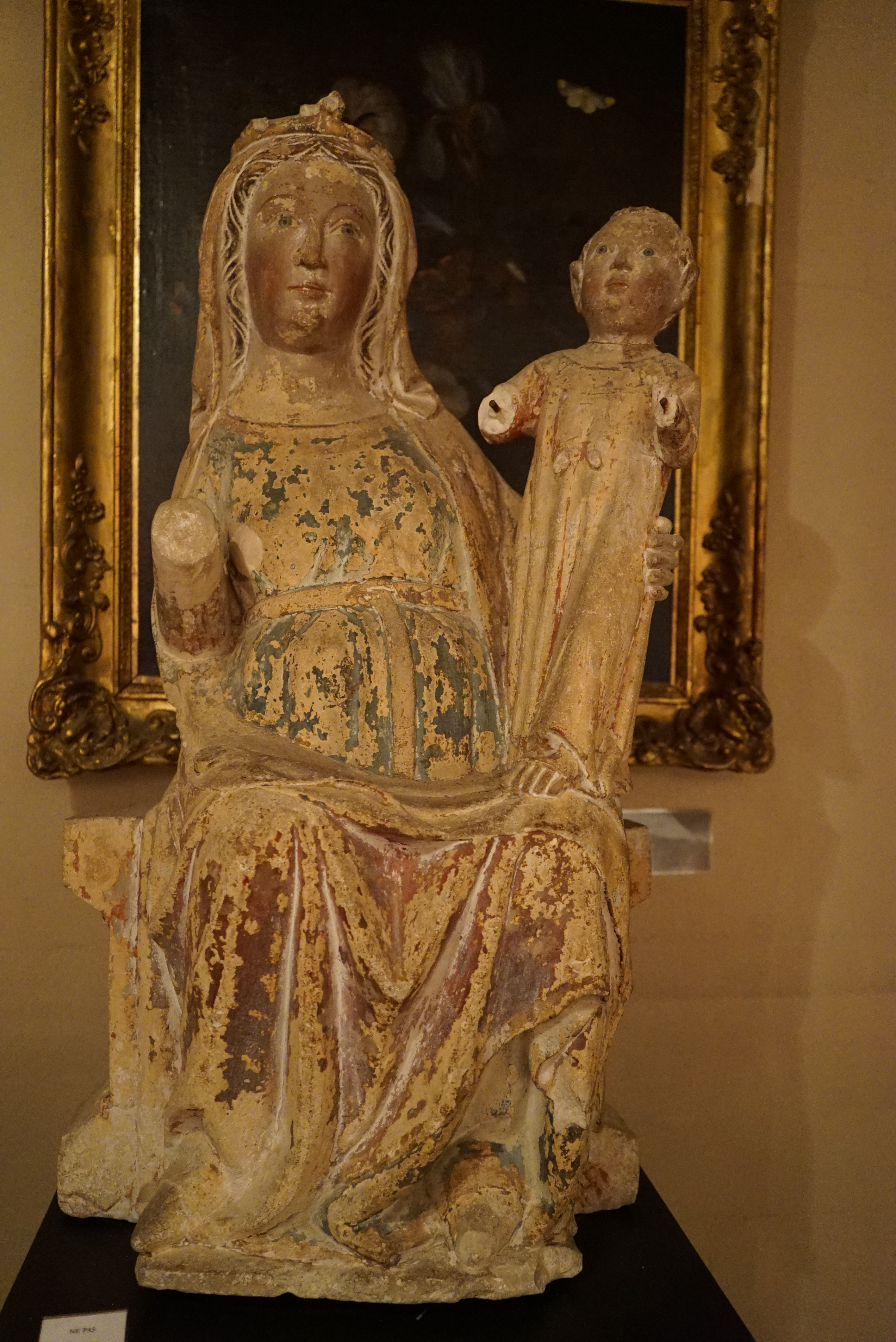
Skulptur Madonna und Kind (14. Jahrhundert) in der Kirche Nativité-de-la-Sainte-Vierge

- Monuments historiques (Objekte) in Mézy-Moulins in der Base Palissy des französischen Kultusministeriums